# Ngimbang (Palang)
Ngimbang is een bestuurslaag in het regentschap Tuban van de provincie Oost-Java, Indonesië. Ngimbang telt 3850 inwoners (volkstelling 2010).